# Erronea cylindrica
Erronea cylindrica is een slakkensoort uit de familie van de Cypraeidae. De wetenschappelijke naam van de soort is voor het eerst geldig gepubliceerd in 1778 door Born.